# Federazione pallavolistica di Porto Rico
La Federazione portoricana di pallavolo (spa. Federación Puertorriqueña de Voleibol, FPV) è un'organizzazione fondata per governare la pratica della pallavolo a Porto Rico.
Organizza il campionato maschile e femminile, e pone sotto la propria egida la nazionale maschile e femminile.
Ha aderito alla FIVB nel 1959.